# Чичинадзе, Алексей Виссарионович
Алексе́й Виссарио́нович Чичина́дзе (груз. ალექსი ჭიჭინაძე; 1917—1994) — советский артист балета и балетмейстер. Заслуженный деятель искусств Грузинской ССР (1966). Народный артист РСФСР (1972).

## Биография
Окончил Московское хореографическое училище в 1941 году по классу П. А. Гусева. В 1942—1944 году — артист балета Большого театра, в 1944—1966 годы — ведущий солист Музыкального театра имени К. С. Станиславского и Вл. И. Немировича-Данченко.
Родился в семье энергетика-гидростроителя, профессора Грузинского Политехнического института, заведующий кафедрой Утилизации водной энергии Московского Инженерно-строительного института им. В. В. Куйбышева. Учился в техническом вузе, однако после того, как его отца, на момент ареста — главного инженера Гидроэлектропроекта, репрессировали, был исключен. В поисках работы попал в статисты в Московский художественный балет под руководством В. В. Кригер, учился на вечерних курсах при Московском хореографическом училище у Н. И. Тарасова. В 1941 окончил дневное отделение того же училища (педагог П. А. Гусев), в 1953 — балетмейстерского отделения ГИТИСа (педагог Л. М. Лавровский).
40 лет отдал Московскому музыкальному театру им. К.С.Станиславского и Вл. И.Немировича-Данченко, будучи первым исполнителем главных партий в эпохальных балетах В. П. Бурмейстера «Лебединое озеро» и «Эсмеральда», а затем возглавляя балетную труппу этого театра. С 1955 года — балетмейстер Московского музыкального театра имени К. С. Станиславского и Вл. И. Немировича-Данченко. Верный ученик В. П. Бурмейстера, в своих постановках Алексей Чичинадзе продолжал путь, начертанный Мастером — серьёзная драматургическая основа спектакля, крепкое режиссёрское решение и большое внимание массовым сценам.
В 1967—1970 годы — руководитель балетной труппы Варшавского «Т-ра Вельки», в 1971—1984 годы — главный балетмейстер Московского музыкального театра имени К. С. Станиславского и Вл. И. Немировича-Данченко. В последние годы работал, преимущественно, в Грузии, где сотрудничал с Кутаисским театром оперы и балета.
Похоронен на Армянском кладбище Москвы.

## Репертуар вБольшом театре
- Па де труа и Испанский танец («Лебединое озеро»)
- Индусский танец («Баядерка»)
- Друзья Колена («Тщетная предосторожность»)

## Репертуар вМосковском музыкальном театре имени К. С. Станиславского и Вл. И. Немировича-Данченко
- Поэт («Штраусиана»)
- Паоло («Франческа да Римини»)
- Пастух («Лола»)
- Лионель («Легенда о Жанне Д’Арк»)
- Фентон («Виндзорские проказницы»)
- Пётр («Берег счастья»)
- Бармалей («Доктор Айболит»)

### Первый исполнитель партий
- 1947 — «Франческа да Римини», балетмейстер Николай Холфин — Альфио
- 1950 — «Эсмеральда», балетмейстер Владимир Бурмейстер — Феб
- 1953 — «Лебединое озеро», балетмейстер Владимир Бурмейстер — Зигфрид
- 1961 — «Маскарад», балетмейстер Игорь Смирнов — Арбенин
- 1964 — «Карнавал», балетмейстер Владимир Бурмейстер, возобновление — Мечтатель

## Постановки вМосковском музыкальном театре имени К. С. Станиславского и Вл. И. Немировича-Данченко

### Балеты
- 1955 — «Дочь Кастилии» Рейнгольда Глиэра
- 1958 — «Охридская легенда» Стевана Христича (совместно с Владимиром Бурмейстером и Натальей Гришиной)
- 1960 — «Франческа да Римини» на музыку симфонической поэмы Петра Чайковского
- 1960 — «Лесная фея» Юрия Ефимова
- 1962 — «Дон Жуан» на музыку Рихарда Штрауса
- 1964 — «Поэма» на музыку 2-й симфонии Сулхана Цинцадзе
- 1971 — «Золушка» Сергея Прокофьева
- 1972 — «Гаянэ — сюита» Арама Хачатуряна
- 1975 — «Коппелия» Лео Делиба
- 1977 — «Степан Разин» Николая Сидельникова
- 1979 — «Шакунтала» Сергея Баласаняна
- 1981 — «Дон Кихот» Людвига Минкуса
- 1982 — «Риварес» Сулхана Цинцадзе

### Оперы
- 1966 — «Иоланта» Петра Чайковского
- 1966 — «Донья Жуанита» Ф.Зуппе
- 1976 — «Пиковая дама» Петра Чайковского, режиссёр-постановщик Лев Михайлов — постановка танцев

## Постановки вТбилисском театре оперы и балета
- 1966 — «Хореографическая поэма» на музыку Сулхана Цинцадзе
- 1966 — «Дон Жуан» на музыку Рихарда Штрауса
- 1966 — «Франческа да Римини» на музыку симфонической поэмы Петра Чайковского

## Постановки вТеатре Вельки, Варшава
- 1967 — «Дон Кихот» Людвига Минкуса
- 1968 — «Франческа да Римини» на музыку симфонической поэмы Петра Чайковского
- 1968 — «Жизель» Адольфа Адана
- 1969 — «Золушка» Сергея Прокофьева
- 1970 — «Ромео и Джульетта» Сергея Прокофьева

## Постановки в Кутаисском театре оперы и балета

### Балеты
- 1984 — «Франческа да Римини»
- 1985 — «Память» (2-я редакция балета «Поэма» на музыку 2-й симфонии Сулхана Цинцадзе)

### Оперы
- 1987 — «Иоланта» Петра Чайковского
- «Алеко» Сергея Рахманинова
- «Медея» Бидзина Квернадзе

## Постановки в других театрах
- 1946 — «Репка» на музыку Владимира Сокальского, Пермское хореографическое училище
- 1958 — «Франческа да Римини» на музыку симфонической поэмы П. И. Чайковского, Московское хореографическое училище
- 1960 — «Франческа да Римини», Голландский национальный балет
- 1961 — «Концертная сюита» на музыку Клода Дебюсси, Голландский национальный балет
- 1961 — «Франческа да Римини», Венгерский оперный театр
- 1962 — «Франческа да Римини», Саратовский театр оперы и балета
- 6 мая 1962 — «Маскарад» М. Ю. Лермонтова, постановка Л. В. Варпаховского, музыка из С. С. Прокофьева в редакции А. Г. Паппе, Малый театр
- 1963 — «Франческа да Римини», Монгольский театр оперы и балета, Улан-Батор
- 1965 — «Дон Жуан» на музыку Рихарда Штрауса, Одесский театр оперы и балета
- 1965 — «Франческа да Римини», Свердловский театр оперы и балета
- 1966 — «Франческа да Римини», Тбилисский театр оперы и балета
- 1979 — «Гаянэ — сюита» на музыку А. И. Хачатуряна, «Комише опер»
- 1986 — «Франческа да Римини» — Якутский музыкальный театр
- 1992 — «Коппелия» Лео Делиба, Детский музыкальный театр имени Н. И. Сац

## Фильмография
- 1987 — «Риварес»
- 1995 — «Звезды русского балета. Фильм 18» — дуэт из балета «Гаянэ — сюита» исполняют Вадим Тедеев и Маргарита Дроздова (запись 1975 года)

## Награды и достижения
- заслуженный артист РСФСР (1965)
- заслуженный деятель искусств Грузинской ССР (1966)
- народный артист РСФСР (1980)

## Сочинения
- Чичинадзе А. Маргарита Дроздова // Театр : журнал. — М., 1973. — № 1.
- Чичинадзе А. Ответственность за наследие // Театральная жизнь : журнал. — М., 1979. — № 2.
- Чичинадзе А. Хореограф, режиссёр, педагог // Московская правда : газета. — М., 1984. — № 5 декабря.
- Чичинадзе А. Он любил театр // Балет : журнал. — М., 1994. — № 4.